# Mats Hummels
Mats Hummels (Bergisch Gladbach, 16 december 1988) is een Duitse voormalige profvoetballer die speelde als centrale verdediger. Hij staat bekend om zijn goed getimede tackles, accurate lange passes van achteruit, luchtvermogen en kracht en wordt beschouwd als een van de beste verdedigers van zijn generatie.
Hummels doorliep de jeugdopleiding van Bayern München voordat hij in januari 2008 werd verhuurd aan Borussia Dortmund. In februari 2009 tekende hij officieel voor Dortmund voor €4 miljoen. Hij keerde in 2016 voor een niet nader genoemd bedrag terug bij Bayern en werd drie jaar later weer verkocht aan Dortmund, nadat hij in al zijn seizoenen in München de Bundesliga had gewonnen. Hummels speelde in totaal meer dan 500 wedstrijden voor Dortmund, won twee keer de Bundesliga en de DFB-Pokal en werd tweede in de UEFA Champions League in 2013 en 2024. Na een seizoen bij Roma in Italië kondigde Hummels in 2025 zijn afscheid van de sport aan.
Hummels maakte van 2010 tot 2023 deel uit van de nationale ploeg van Duitsland en speelde meer dan 70 wedstrijden. Hij vertegenwoordigde Duitsland op het WK in 2014 en 2018, waarbij hij de eerste editie won. Hij vertegenwoordigde Duitsland ook op het EK voetbal in 2012, 2016 en 2020.

## Clubcarrière

### Jeugd
Hummels werd in 1988 geboren in het West-Duitse Bergisch Gladbach als de zoon van gewezen voetballer Hermann Hummels en sportjournaliste Ulla Holthoff. Twee jaar later werd zijn jongere broer Jonas geboren. In 1995 werd vader Hermann jeugdtrainer bij Bayern München en verhuisde het gezin Hummels naar München. Ook de jonge broers Mats en Jonas sloten zich aan bij de jeugdopleiding van Bayern München. Mats doorliep alle jeugdreeksen en tekende op 19 december 2006 zijn eerste profcontract bij de Duitse topclub.

### Bayern München
Op 19 mei 2007, de laatste speeldag van het seizoen 2006/07, maakte hij zijn competitiedebuut voor Bayern. Hij mocht toen van coach Ottmar Hitzfeld, in een duel tegen 1. FSV Mainz 05 dat met 5-2 gewonnen werd, invallen voor Martín Demichelis.

### Borussia Dortmund

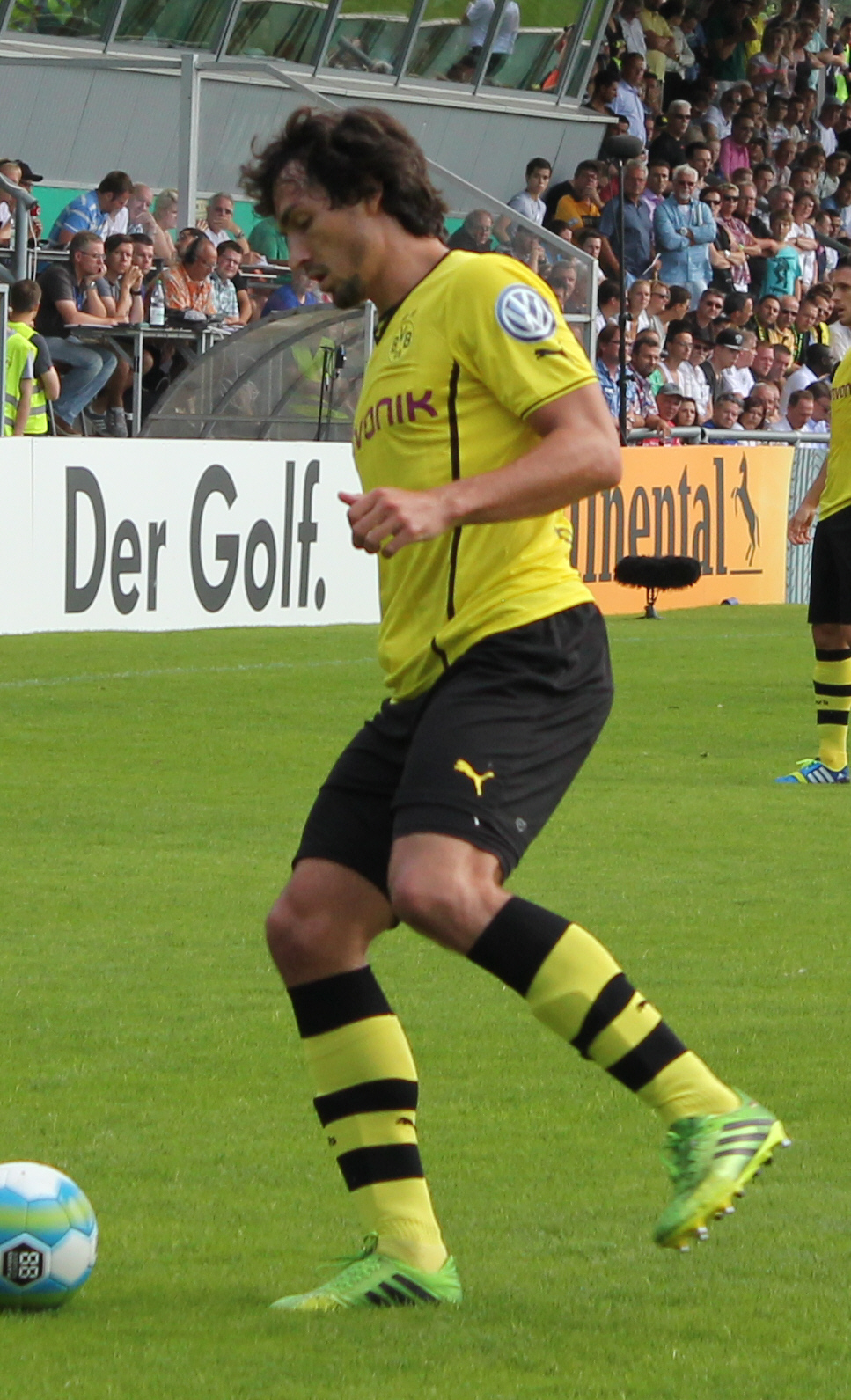
Hummels spelend in het shirt van Borussia Dortmund in 2013.

Toen Hummels in de eerste helft van het seizoen 2007/08 geen nieuwe speelkansen kreeg, besloot de club hem tijdens de winterstop te verhuren aan het Borussia Dortmund van trainer Thomas Doll. Op 29 januari 2008 maakte hij in de DFB-Pokal zijn officieel debuut voor Dortmund. In de competitie kwam hij dertien keer in actie voor "die Schwarzgelben". Op 19 april 2008 nam Dortmund het in de bekerfinale op tegen Bayern München. Hummels kwam in dat duel, dat na verlengingen gewonnen werd door Bayern, niet in actie. In de zomer van 2008 werd trainer Doll opgevolgd door Jürgen Klopp. Hummels bleef aanvankelijk op huurbasis bij Dortmund. In februari 2009 nam de club hem voor 4 miljoen euro definitief over van Bayern. Onder coach Klopp groeide Hummels uit tot een titularis. Centraal in de verdediging werd hij net als de Serviër Neven Subotić een vaste waarde. Op 18 oktober 2008 was Hummels voor het eerst trefzeker voor Borussia Dortmund, in de uitwedstrijd tegen Werder Bremen. Hummels moest in het seizoen 2008/09 bijna de volledige tweede seizoenshelft missen door een blessure. In dit seizoen maakte hij zijn Europese debuut, in het UEFA Cup-duel tegen Udinese.
In het seizoen daarop speelde Hummels dertig competitiewedstrijden waarin hij vijf keer scoorde, waaronder twee keer in de uitwedstrijd tegen FC Köln. In 2011 veroverde hij zijn eerste landstitel met Dortmund. In dat seizoen kreeg Borussia Dortmund verreweg het minste aantal tegendoelpunten in de Bundesliga. Hummels miste slechts twee wedstrijden. Hij scoorde op 2 december 2010 zijn eerste doelpunt in Europees verband, tegen Karpaty Lviv in de Europa League. Op 23 juli 2011 verloor Borussia Dortmund na een strafschoppenserie de Duitse supercup van rivaal Schalke 04, ondanks de benutte strafschop van Hummels. In het seizoen 2011/12 won de club de dubbel. De Bundesliga werd voor het tweede jaar op rij gewonnen, met acht punten meer dan nummer twee Bayern München. Tegen datzelfde Bayern won Dortmund op 12 mei de finale van de DFB-Pokal. Hummels scoorde met een strafschop de 2–1 in de met 5–2 gewonnen wedstrijd. Op 3 juni 2012 ondertekende hij een nieuw contract bij Dortmund tot 2017.
In 2013 bereikte het team van Klopp de finale van de Champions League. Dortmund moest het daarin opnemen tegen Bayern München. Hummels' ex-werkgever won de Duitse finale met 2–1. De Duitse verdediger speelde de volledige wedstrijd. Bayern was dat seizoen ook al te sterk voor Dortmund in de Duitse Supercup en in de kwartfinale van de DFB-Pokal. In de Bundesliga eindigde Dortmund op de tweede plaats achter Bayern. In alle competities speelde Hummels in het seizoen 2012/13 in 42 wedstrijden. Op 27 juli 2013 won Hummels met Borussia Dortmund de Duitse supercup door met 4–2 Bayern München te verslaan. 'Die Borussen' bereikten later dat seizoen de finale van de DFB-Pokal. Na een verlenging bleek Bayern München te sterk (0–2). Een paar maanden later werd 'Der Klassiker' opnieuw gespeeld, voor de Duitse supercup van 2014. Deze wedstrijd werd met 2–0 gewonnen, maar Hummels kon er wegens knieklachten niet bij zijn. In zijn laatste twee seizoenen bij Borussia Dortmund droeg Hummels vaak de aanvoerdersband van Borussia Dortmund. Dat deed hij ook in de finale van de DFB-Pokal in 2015. Deze werd verloren van VfL Wolfsburg. In zijn laatste seizoen bij Borussia Dortmund werd Hummels getraind door Thomas Tuchel. Onder hem stond Borussia Dortmund opnieuw in de finale van de DFB-Pokal. Na een strafschoppenserie moest Dortmund de beker aan Bayern München laten. Ook eindigde Dortmund tweede in de Bundesliga en werd de kwartfinale van de Europa League bereikt. Daarin werd het uitgeschakeld door Liverpool, ondanks een doelpunt van Hummels in de eerste wedstrijd.

### Terugkeer bij Bayern München
Hummels tekende in mei 2016 een contract tot medio 2021 bij FC Bayern München. Dat betaalde 35 miljoen euro om hem na acht jaar bij Dortmund terug te halen. Zijn eerste wedstrijd sinds zijn terugkeer bij Bayern München speelde Hummels tegen zijn voormalige ploeg Borussia Dortmund, voor de Duitse supercup van 2016. Bayern won met 0–2. Op 19 augustus 2016 was Hummels voor het eerst trefzeker voor 'Der Rekordmeister'. Tijdens een invalbeurt kopte hij de 0–5 binnen tegen Carl Zeiss Jena. In de Champions League werd Bayern München in de kwartfinale uitgeschakeld door de uiteindelijke winnaar Real Madrid. Hummels kon vanwege een blessure niet bij de eerste wedstrijd zijn en moest noodgedwongen in de tweede wedstrijd spelen, ondanks dat hij nog niet helemaal fit was. Bayern München werd in de halve finale van de DFB-Pokal uitgeschakeld door Borussia Dortmund, ondanks het doelpunt vlak voor rust waarmee Hummels Bayern op voorsprong zette. Hummels won voor de derde keer in zijn carrière de Bundesliga.
Op 5 augustus 2017 begon Bayern München het seizoen goed door Borussia Dortmund na een strafschoppenreeks te verslaan voor de Duitse supercup. Hummels speelde de volledige wedstrijd. Op 28 april 2018, tijdens een competitiewedstrijd tegen Eintracht Frankfurt, droeg Hummels voor het eerst de aanvoerdersband van Bayern München. In de Champions League werd Bayern München opnieuw uitgeschakeld door Real Madrid, dit keer in de halve finale. Bayern München bereikte de finale van de DFB-Pokal, maar verloor deze van Eintracht Frankfurt. Bayern München werd voor het zesde seizoen op rij kampioen van de Bundesliga. Op 12 augustus 2018 won Bayern de Duitse supercup door Frankfurt met 0–5 te verslaan. In het seizoen 2018/19 kreeg Niklas Süle enkele keren de voorkeur boven Hummels. Na de 3–2 nederlaag van Bayern tegen Borussia Dortmund bleek dat Hummels ziek was, maar toch speelde. Hij werd hierdoor bekritiseerd. Bayern München won de landelijke dubbel door in de Bundesliga twee punten boven Borussia Dortmund te eindigen en de in finale van de DFB-Pokal RB Leipzig te verslaan.

### Terugkeer bij Borussia Dortmund
Op 19 juni 2019 werd bekend dat Hummels terugkeerde naar Borussia Dortmund. Dortmund betaalde 38 miljoen euro aan Bayern München, Hummels ondertekende een contract tot 2022. De eerste wedstrijd van het nieuwe seizoen werd gespeeld tegen Bayern München voor de Duitse supercup. Borussia Dortmund won met 2–0, Hummels kon echter niet meespelen.

### AS Roma
Op 4 september 2024 tekende hij een eenjarig contract bij de Italiaanse club AS Roma, waarmee hij ook voor het eerst het Duitse voetbal verliet.
Hummels vierde zijn eerste optreden in de basisopstelling op speeldag vijf van de UEFA Europa League in een 2-2 gelijkspel tegen Tottenham Hotspur met een late gelijkmaker met een kopbal.
Op 4 april 2025 kondigde Hummels aan dat hij aan het einde van het seizoen 2024-25 zou stoppen met professioneel voetbal.

## Clubstatistieken
| Seizoen | Club                | Competitie       | Competitie | Competitie | Beker | Beker | Internationaal | Internationaal | Overig | Overig | Totaal | Totaal |
| Seizoen | Club                | Competitie       | Wed.       | Dlp.       | Wed.  | Dlp.  | Wed.           | Dlp.           | Wed.   | Dlp.   | Wed.   | Dlp.   |
| ------- | ------------------- | ---------------- | ---------- | ---------- | ----- | ----- | -------------- | -------------- | ------ | ------ | ------ | ------ |
| 2005/06 | Bayern München II   | Regionalliga Süd | 1          | 0          | —     | —     | —              | —              | —      | —      | 1      | 0      |
| 2006/07 | Bayern München II   | Regionalliga Süd | 31         | 2          | —     | —     | —              | —              | —      | —      | 31     | 2      |
| 2007/08 | Bayern München II   | Regionalliga Süd | 10         | 3          | —     | —     | —              | —              | —      | —      | 10     | 3      |
| 2006/07 | Bayern München      | Bundesliga       | 1          | 0          | 1     | 0     | —              | —              | —      | —      | 2      | 0      |
| 2007/08 | → Borussia Dortmund | Bundesliga       | 13         | 0          | 3     | 0     | —              | —              | —      | —      | 16     | 0      |
| 2008/09 | Borussia Dortmund   | Bundesliga       | 12         | 1          | 1     | 0     | 1              | 0              | —      | —      | 14     | 1      |
| 2009/10 | Borussia Dortmund   | Bundesliga       | 30         | 5          | 3     | 0     | —              | —              | —      | —      | 33     | 5      |
| 2010/11 | Borussia Dortmund   | Bundesliga       | 32         | 5          | 2     | 0     | 8              | 1              | —      | —      | 42     | 6      |
| 2011/12 | Borussia Dortmund   | Bundesliga       | 33         | 1          | 6     | 1     | 6              | 1              | 1      | 0      | 46     | 3      |
| 2012/13 | Borussia Dortmund   | Bundesliga       | 28         | 1          | 2     | 1     | 11             | 1              | 1      | 0      | 42     | 3      |
| 2013/14 | Borussia Dortmund   | Bundesliga       | 23         | 2          | 4     | 0     | 6              | 0              | 1      | 0      | 34     | 2      |
| 2014/15 | Borussia Dortmund   | Bundesliga       | 24         | 2          | 4     | 0     | 4              | 0              | —      | —      | 32     | 2      |
| 2015/16 | Borussia Dortmund   | Bundesliga       | 30         | 2          | 6     | 0     | 14             | 1              | —      | —      | 50     | 3      |
| 2016/17 | Bayern München      | Bundesliga       | 27         | 1          | 5     | 2     | 9              | 0              | 1      | 0      | 42     | 3      |
| 2017/18 | Bayern München      | Bundesliga       | 26         | 1          | 5     | 1     | 9              | 1              | 1      | 0      | 41     | 3      |
| 2018/19 | Bayern München      | Bundesliga       | 21         | 1          | 5     | 0     | 6              | 1              | 1      | 0      | 33     | 2      |
| 2019/20 | Borussia Dortmund   | Bundesliga       | 31         | 1          | 2     | 0     | 8              | 0              | —      | —      | 41     | 1      |
| 2020/21 | Borussia Dortmund   | Bundesliga       | 33         | 5          | 5     | 1     | 9              | 0              | 1      | 0      | 48     | 6      |
| 2021/22 | Borussia Dortmund   | Bundesliga       | 23         | 1          | 2     | 0     | 7              | 0              | —      | —      | 32     | 1      |
| 2022/23 | Borussia Dortmund   | Bundesliga       | 30         | 1          | 4     | 0     | 4              | 0              | —      | —      | 38     | 1      |
| 2023/24 | Borussia Dortmund   | Bundesliga       | 25         | 3          | 2     | 0     | 13             | 1              | —      | —      | 40     | 4      |
| 2024/25 | AS Roma             | Serie A          | 14         | 0          | 1     | 0     | 5              | 1              | —      | —      | 19     | 1      |
| Totaal  | Totaal              | Totaal           | 498        | 38         | 62    | 6     | 120            | 8              | 7      | 0      | 688    |        |

- *=Dit betreft een clubtotaal, dus over beide periodes van de club.

## Interlandcarrière

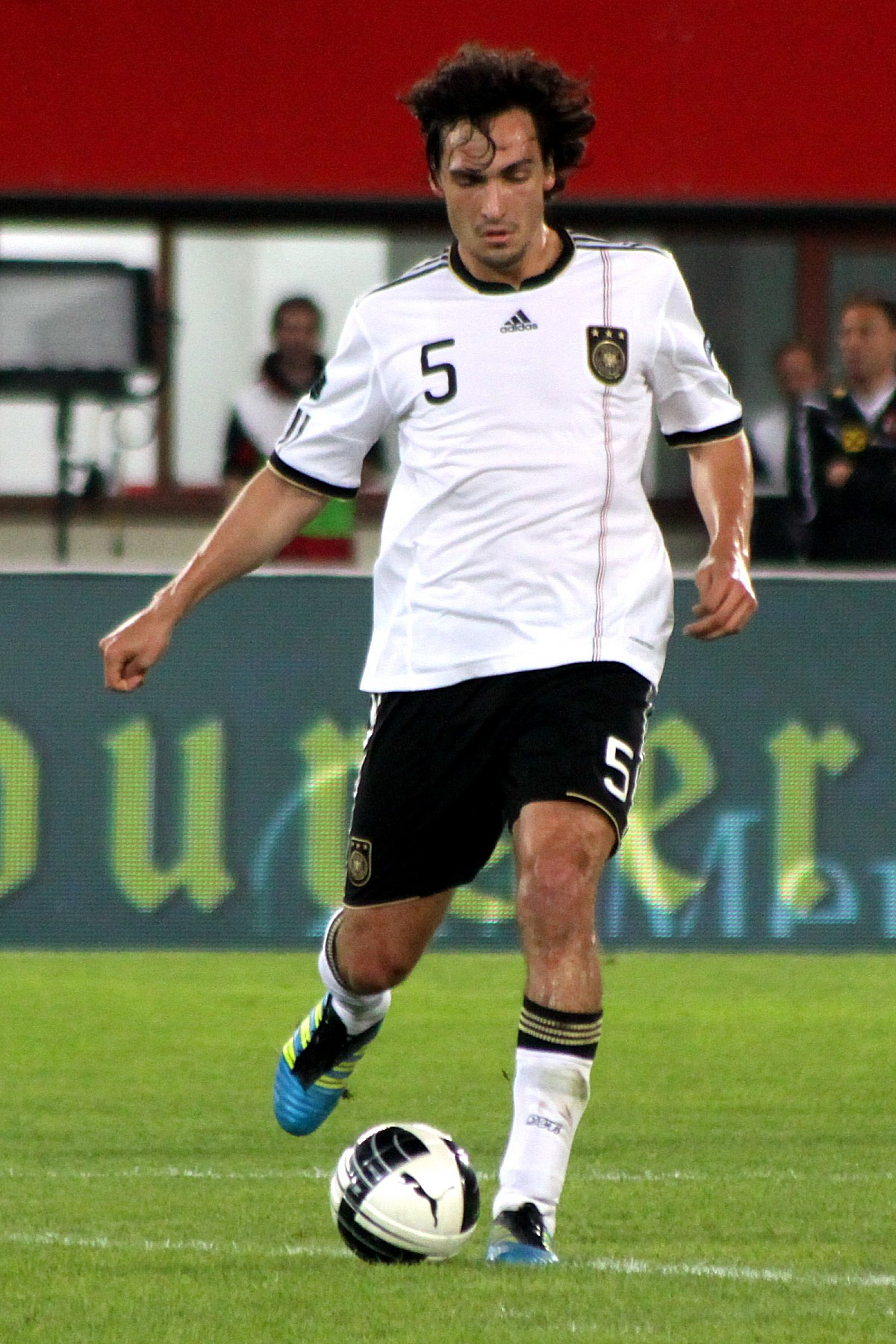
Mats Hummels spelend voor het Duitse elftal in 2011.

In 2009 nam Hummels met Duitsland onder 21 jaar deel aan het EK in Zweden. Duitsland bereikte de finale en versloeg daarin Engeland met 4–0. In dat duel werd Hummels door bondscoach Horst Hrubesch ingeschakeld als verdedigende middenvelder.
Op 13 mei 2010 debuteerde Hummels voor het Duitse nationale team. Hij mocht toen van bondscoach Joachim Löw in een vriendschappelijk duel tegen Malta na de rust invallen voor Serdar Taşçı. Voor het WK 2010 in Zuid-Afrika werd de 21-jarige verdediger niet geselecteerd. Vanaf het seizoen 2011/12 kreeg Hummels steeds vaker speelkansen bij "Die Mannschaft". Hij speelde onder meer vier kwalificatiewedstrijden voor het EK 2012 in Polen en Oekraïne. Op 26 mei 2012 maakte hij in een voorbereidingswedstrijd voor het EK tegen Zwitserland zijn eerste doelpunt voor de nationale ploeg. Het EK 2012 was het eerste grote toernooi voor Hummels, die geen enkele speelminuut miste. Hij vormde samen met Holger Badstuber het centrale duo in de Duitse verdediging en bereikte met zijn land de halve finale. Daarin verloor Duitsland met 2–1 van Italië.
Twee jaar later nam Hummels met Duitsland ook deel aan het WK 2014 in Brazilië. De Duitsers werden groepswinnaar in de poule van Portugal, Ghana en de Verenigde Staten. In de met 4–0 gewonnen groepswedstrijd tegen Portugal zorgde Hummels met een kopbal voor de tweede Duitse treffer. De achtste finale tegen Algerije miste Hummels wegens griep. In de kwartfinale tegen Frankrijk stond hij opnieuw in de basis. Hummels zorgde na twaalf minuten met een kopbal voor de enige treffer van de wedstrijd. Na afloop werd hij verkozen tot man van de wedstrijd. In de halve finale werd gastland Brazilië vernederd met 1–7. Hummels werd uit voorzorg tijdens de rust, en bij een 5–0 voorsprong, vervangen door Per Mertesacker. In de finale stond de centrale verdediger opnieuw in de basis. Duitsland won na verlengingen met 1–0 van Argentinië en werd voor de vierde keer wereldkampioen. Hummels speelde de volledige finale. Hij was een van de tien genomineerde spelers voor de Gouden bal voor beste speler van het toernooi.
Met het Duits elftal nam Hummels in 2016 deel aan het Europees kampioenschap voetbal in Frankrijk. Duitsland werd in de halve finale uitgeschakeld door Frankrijk (0–2), Hummels was geschorst voor deze wedstrijd. In de eerdere twee knock-outwedstrijden werden Slowakije (3–0) en Italië (1–1, 6–5 na strafschoppen) verslagen. In de laatst benoemde wedstrijd benutte Hummels zijn strafschop in de strafschoppenserie. Hummels maakte eveneens deel uit van de Duitse selectie, die onder leiding van bondscoach Joachim Löw deelnam aan de WK-eindronde 2018 in Rusland. Daar werd Die Mannschaft voortijdig uitgeschakeld. De ploeg strandde in de groepsfase, voor het eerst sinds het wereldkampioenschap 1938, na nederlagen tegen Mexico (0–1) en Zuid-Korea (0–2). In groep F werd alleen van Zweden (2–1) gewonnen, al kwam die zege pas tot stand in de blessuretijd. Hummels miste de laatstgenoemde wedstrijd.
Op 5 maart 2019 werd bekend dat Hummels niet meer op een uitnodiging van Löw hoefde te rekenen. Hetzelfde gold ook voor zijn ploeggenoten bij Bayern München Thomas Müller en Jérôme Boateng. In 2021 haalde Löw Mats Hummels en Thomas Müller na tweeënhalf jaar afwezigheid toch weer bij de nationale ploeg voor het EK.

## Erelijst

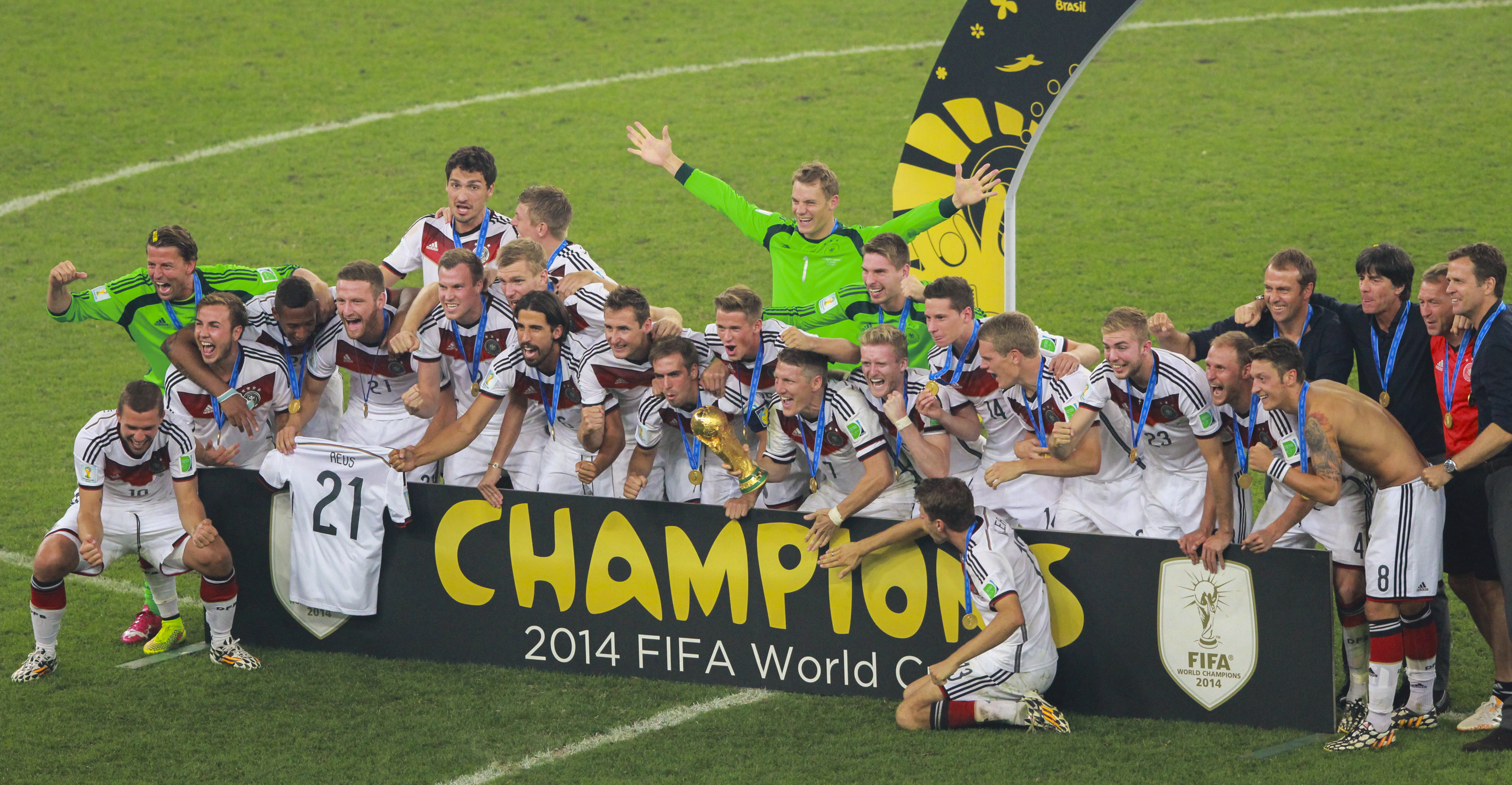
Hummels en zijn landgenoten werden in 2014 wereldkampioen.

| Competitie        |                   |                           |                   |                   |
| Competitie        | Aantal            | Jaren                     |                   |                   |
| Borussia Dortmund | Borussia Dortmund | Borussia Dortmund         | Borussia Dortmund | Borussia Dortmund |
| ----------------- | ----------------- | ------------------------- | ----------------- | ----------------- |
| Bundesliga        | 2x                | 2010/11, 2011/12          |                   |                   |
| DFB-Pokal         | 2x                | 2011/12, 2020/21          |                   |                   |
| DFL-Supercup      | 1x                | 2013, 2014, 2019          |                   |                   |
| Bayern München    |                   |                           |                   |                   |
| Bundesliga        | 3x                | 2016/17, 2017/18, 2018/19 |                   |                   |
| DFB-Pokal         | 1x                | 2018/19                   |                   |                   |
| DFL-Supercup      | 2x                | 2016, 2017                |                   |                   |
| Duitsland         |                   |                           |                   |                   |
| FIFA WK           | 1x                | 2014                      |                   |                   |
| Duitsland –21     |                   |                           |                   |                   |
| UEFA EK onder 21  | 1x                | 2009                      |                   |                   |